# TransNamib
TransNamib es la empresa estatal de ferrocarriles de Namibia. Organizada como una  sociedad de cartera, ofrece servicios de transporte de mercancías por ferrocarril y carretera, así como servicios de pasajeros. Su administración se encuentra en Windhoek.

## Historia
Un primer ferrocarril local fue construido en 1895 por la Damaraland Guano Company con fines comerciales. El primer ferrocarril público, y el núcleo del sistema actual, fue construido por el  gobierno colonial alemán. La conexión de 383 km entre Swakopmund y Windhoek se inauguró el 19 de junio de 1902. El ferrocarril colonial alemán fue tomado por los Ferrocarriles de Sudáfrica después de la Primera Guerra Mundial, y se conectó a la red de Sudáfrica. Tras la independencia de Namibia, TransNamib tomó el control de la red ferroviaria nacional.

## Operaciones
TransNamib operó a lo largo de 2883 km de ferrocarril en 1995. Desde entonces, se han añadido más vías a la red a través de la Extensión Norte. Funciona con un ancho de 1067 mm es decir, con el ancho del Cabo. Aunque se ha centrado principalmente en los servicios de carga, los servicios de pasajeros son un componente importante de TransNamib y se prestan bajo el logotipo de Starline. El Desert Express es un tren turístico que une Windhoek y Swakopmund.
El Museo del Ferrocarril TransNamib está situado en Windhoek.
A principios de 2011, la línea principal Karasburg - Ariamsvlei fue dañada por inundaciones repentinas, al igual que parte de la línea Seeheim-Lüderitz y los servicios fueron suspendidos.

## Principales líneas y estaciones
- Windhoek-Tsumeb/Walvis Bay
  - Windhoek Railway Station
  - Okahandja
  - Karibib
    - Swakopmund
    - Walvis Bay

  - Omaruru
  - Otjiwarongo
  - Tsumeb
- Northern Extension:[3]
  - Tsumeb
  - Ondangwa (completada en 2006)

Map of the rail network of Namibia

  - Oshikango (en construcción, con futuro enlace con Angola)
- Windhoek-Gobabis
  - Windhoek
  - Neudamm
  - Omitara
  - Gobabis
- Windhoek-Upington
  - Windhoek
  - Rehoboth
  - Mariental
    - Maltahöhe

  - Gibeon
  - Asab
  - Tses
  - Keetmanshoop
  - Seeheim
    - Lüderitz

  - Karasburg
  - Upington, Sodáfrica